# Johanneskirche (Untergruppenbach)

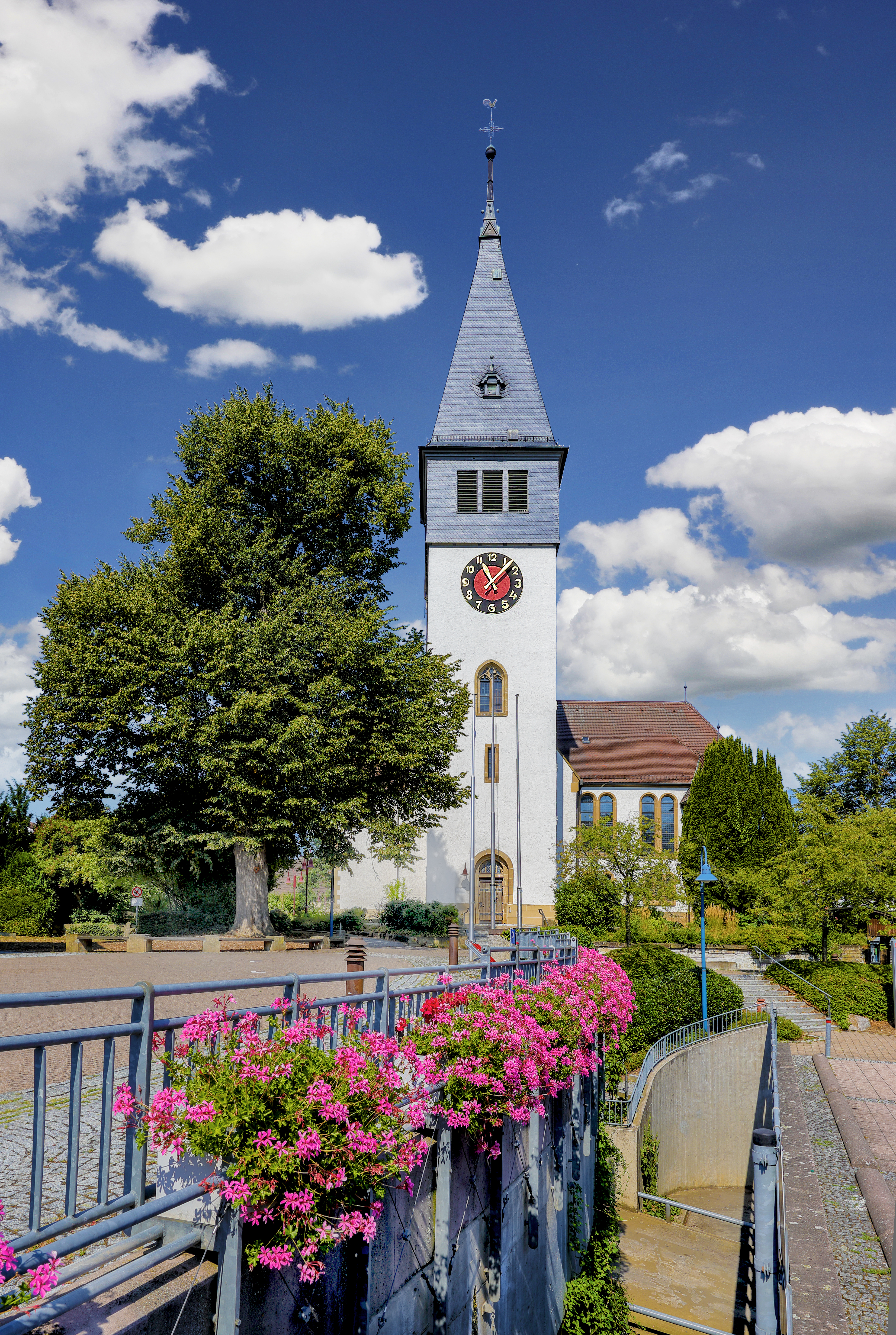
Johanneskirche in Untergruppenbach

Die Johanneskirche in Untergruppenbach im Landkreis Heilbronn im nördlichen Baden-Württemberg ist eine evangelische Pfarrkirche. Die Kirche geht auf die ursprüngliche Kirche des Ortes zurück und bestand vermutlich bereits im 12. Jahrhundert. Ihre heutige Gestalt erhielt sie durch eine Erweiterung der Jahre 1903/04 nach Plänen von Heinrich Dolmetsch. Zu den markanten Ausstattungsteilen der Kirche zählen die Buntglasfenster im Chor von Rudolf Yelin d. J., die bei einer Innenrenovierung 1961/62 angebracht wurden.

## Geschichte

### Frühe Geschichte
Eine Dorfkirche in Untergruppenbach bestand vermutlich spätestens seit dem 12. Jahrhundert. Aus dem Patrozinium des hl. Johannes und der Lage unweit des für den Ort namengebenden Gruppenbachs schließt man, dass die Kirche einst Taufkirche für die gesamte Umgebung war. Urkundlich erwähnt wurde die Kirche erstmals im Jahr 1453, gemeinsam mit einer 1440 erbauten Marienkapelle in Wüstenhausen. Kirchlich zählte Untergruppenbach ursprünglich zum Landkapitel Weinsberg innerhalb des Bistums Würzburg, kam aber 1325 zum Julianastift Mosbach, das schon zuvor das Patronatsrecht in Gruppenbach ausgeübt hatte. Die Kirche war in früherer Zeit die Grablege der jeweiligen Herrschaft auf der nahegelegenen Burg Stettenfels, wovon noch eine Grabplatte aus dem 14. Jahrhundert kündet. Um die Kirche befand sich bis ins 19. Jahrhundert auch der Friedhof des Ortes. 1536 erwarb der damalige Herr auf Stettenfels, Wolf Philipp von Hürnheim, das Patronat über die Kirche und führte die Reformation durch. Der Ort ist seitdem überwiegend evangelisch geprägt, auch wenn bereits 1551 die katholischen Fugger Burg, Ort und Patronatsrecht erwarben und konfessionelle Streitigkeiten nicht ausblieben. Nach dem Abzug der Fugger kam die Herrschaft Stettenfels 1763 an Württemberg, wodurch die Kirche der Spezialsuperintendenz Lauffen unterstellt wurde.

### Erweiterung 1830/31
Das alte Gruppenbacher Pfarrhaus wurde 1791 durch einen Neubau (das heutige Rathaus von Untergruppenbach) ersetzt. Anschließend begann man mit Plänen für eine Erweiterung der Kirche, die mit ihren etwa 400 Plätzen keinen Raum mehr für die damals rund 900 Gläubigen bot. Dieses Bauvorhaben zog sich jedoch hin und erst 1830/31 wurde die alte Chorturmkirche nach Plänen von Baurat Abel und unter Leitung von Architekt Distelbarth vor allem um seitliche Anbauten erweitert. 1854 wurde ein neuer Friedhof am Ortsrand eingeweiht, woraufhin das bisherige Begräbnis um die Kirche aufgegeben wurde. Eine weitere Erweiterung der Kirche, die Platz für 1100 Gottesdienstbesucher schaffen sollte, wurde 1893 vom Kirchengemeinderat beschlossen. Noch im selben Jahr beauftragte man Heinrich Dolmetsch mit der Ausarbeitung von Entwurf und Kostenvoranschlag für diesen Umbau. 1899 ersuchte der Kirchengemeinderat Dolmetsch um eine Überarbeitung seiner Pläne, um die veranschlagten Baukosten zu senken. Dolmetsch reichte im Januar 1900 neue Pläne für eine Kirche mit einem Fassungsvermögen von 800 Gläubigen ein, deren Baukosten er mit 107.000 Mark bezifferte, und erhielt darauf den Auftrag, bis Februar 1903 mit den Bauarbeiten zu beginnen. Der tatsächliche Baubeginn war am 14. April 1903.

### Erweiterung 1903/04
Beim Kirchenumbau von 1903/04 wurde der alte Kirchturm im Wesentlichen erhalten, wurde jedoch auf 50 Meter Höhe erhöht und im Inneren zum Treppenhaus umgebaut, wodurch die bei dieser Gelegenheit entdeckten romanischen Fresken aus dem 12. Jahrhundert bis auf einige wenige Fragmente gleich wieder verloren gingen. Auf den Fundamenten des alten Kirchenschiffs wurde das Querschiff errichtet, während rechtwinklig dazu stehend ein neues Hauptschiff entstand. Im Inneren wurde die Kirche als ausgesprochene Predigtkirche gestaltet, in der die Kanzel eine zentrale Rolle einnahm, während man auf einen ausladenden Chor verzichtete. Das neue Kirchengebäude erhielt dadurch und mit der von drei Seiten auf die Kanzel ausgerichteten Bestuhlung die Bauform einer Querkirche und griff unter anderem Stilelemente der Romanik und der Gotik auf, wie sie auch am Vorgängerbau vorhanden waren. Im Inneren war die Kirche zunächst vor allem in der Formensprache des Jugendstils ausgeschmückt. Die feierliche Einweihung der neuen Kirche erfolgte am 20. März 1904.
Im Jahr 1920 erhielt die Kirche an der östlichen inneren Chorwand eine Gedenktafel für die Gefallenen des Ersten Weltkriegs, entworfen und ausgeführt von Albert Volk.
Den Zweiten Weltkrieg hat die Kirche ohne größere Schäden überstanden. Lediglich die Fenster waren durch Bombeneinwirkungen zerborsten und kleinere Steinschäden zu vermelden. Bis zur Behebung der Kriegsschäden im Sommer und Herbst 1947 fanden die Gottesdienste in den Winterhalbjahren im benachbarten Pfarrhaus statt. Gleichzeitig stand die Kirche ab 1946 auch den über 300 katholischen Heimatvertriebenen, die sich in Untergruppenbach nach dem Krieg niedergelassen hatten, für ihre Gottesdienste zur Verfügung.

### Entwicklung nach 1945
1959 erhielt die Kirche eine Heizung. Beim Einbau der Heizung wurde die alte Patronatsloge entfernt, die sich bis dahin auf der Turmseite der Empore befunden hatte. Gleichzeitig wurde ein Teil des Kirchenraums als Jugendraum abgetrennt. In den Jahren 1961/62 wurde die Kirche unter der Leitung von Rudolf Yelin d. J. innen renoviert, wobei man zahlreiche Gestaltungselemente des Jugendstils, vor allem an der Kanzel und der Emporenbrüstung entfernte oder verdeckte und auch den Jugendraum wieder schloss. Anlässlich dieser Renovierung erhielten die Chorfenster neue Buntglasscheiben nach Yelins Entwürfen. Nach dem Verkauf des Pfarrhauses an die Gemeinde entstanden 1963/64 in der Umgebung ein neues Pfarrhaus und ein Gemeindezentrum. 1969/70 wurde die Kirche außen renoviert. 1973 erhielt die Kirche ihre heutige, bei Plum in Marbach gefertigte Orgel, unter Verwendung der Holzverkleidung des Vorgängerinstruments. 1974 wurden die Glocken renoviert, 1978 die Heizung erneuert. Im Jahr 1987 fand eine weitere Renovierung statt, bei der einige der einstigen Jugendstil-Elemente (allen voran die Kanzel, aber auch verzierte Türen) wiederhergestellt wurden. Das zur Kirche gehörende Gemeindezentrum wurde 1992 erweitert.

## Architektur

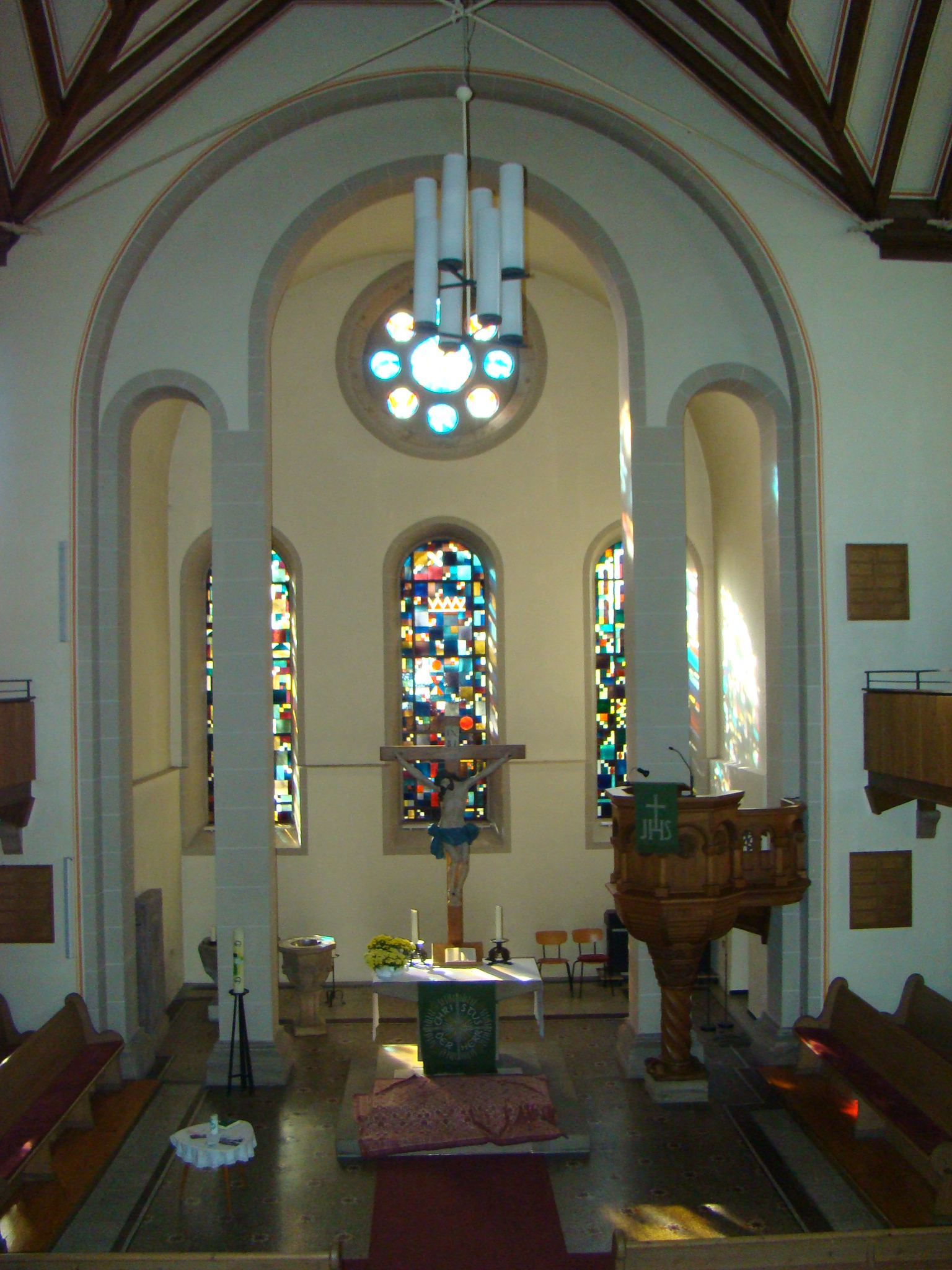
Innenaufnahme, Blick zum Chor

Die Johanneskirche ist ein einschiffiger Bau in der Form eines lateinischen Kreuzes. Das 1903/04 errichtete Hauptschiff ist mit dem an seiner Stirnseite befindlichen Chor nach Südwesten ausgerichtet, im rechten Winkel dazu befindet sich das auf das Langhaus des Vorgängerbaus zurückgehende Querschiff. An dessen südöstlicher Stirnseite schließt der Turm an, dessen Sockel einst als Turmchor der alten Kirche fungiert hat, der jedoch heute als Haupteingang und zur Hälfte auch als Treppenhaus dient. Der Turm hat im oberen Bereich einen Fachwerkaufbau, der seit 1925 aus Witterungsschutzgründen mit Schiefer verkleidet ist. Im südwestlichen Winkel von Haupt- und Querschiff ist eine Sakristei angebaut.
Der Innenraum der Kirche ist von einer hölzernen Kassettendecke überspannt. An den dem Chor gegenüberliegenden Innenwänden befindet sich eine hölzerne, dreiseitig umlaufende und mehrfach abgestufte Empore.

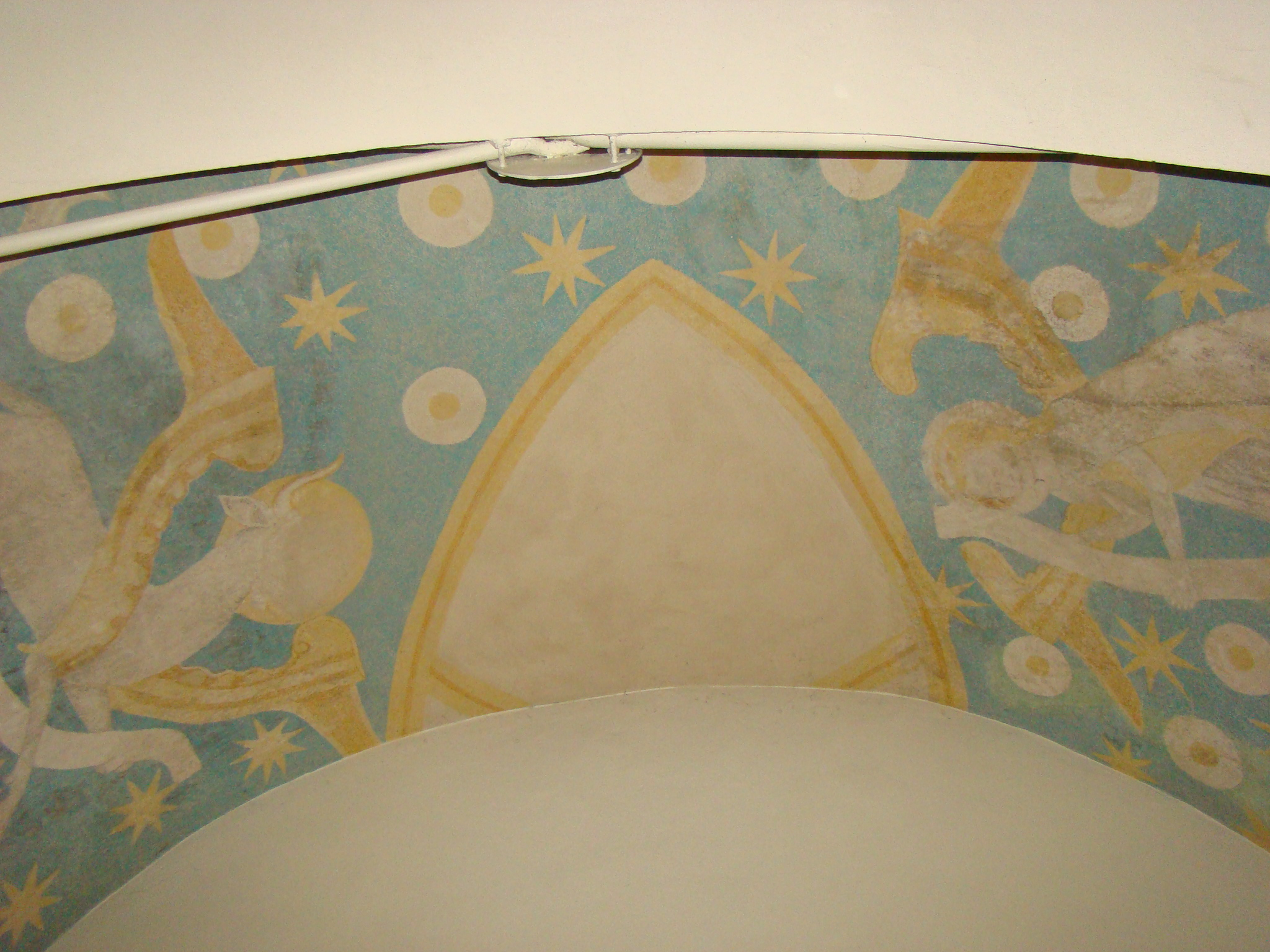
Reste der Fresken des Vorgängerbauwerks

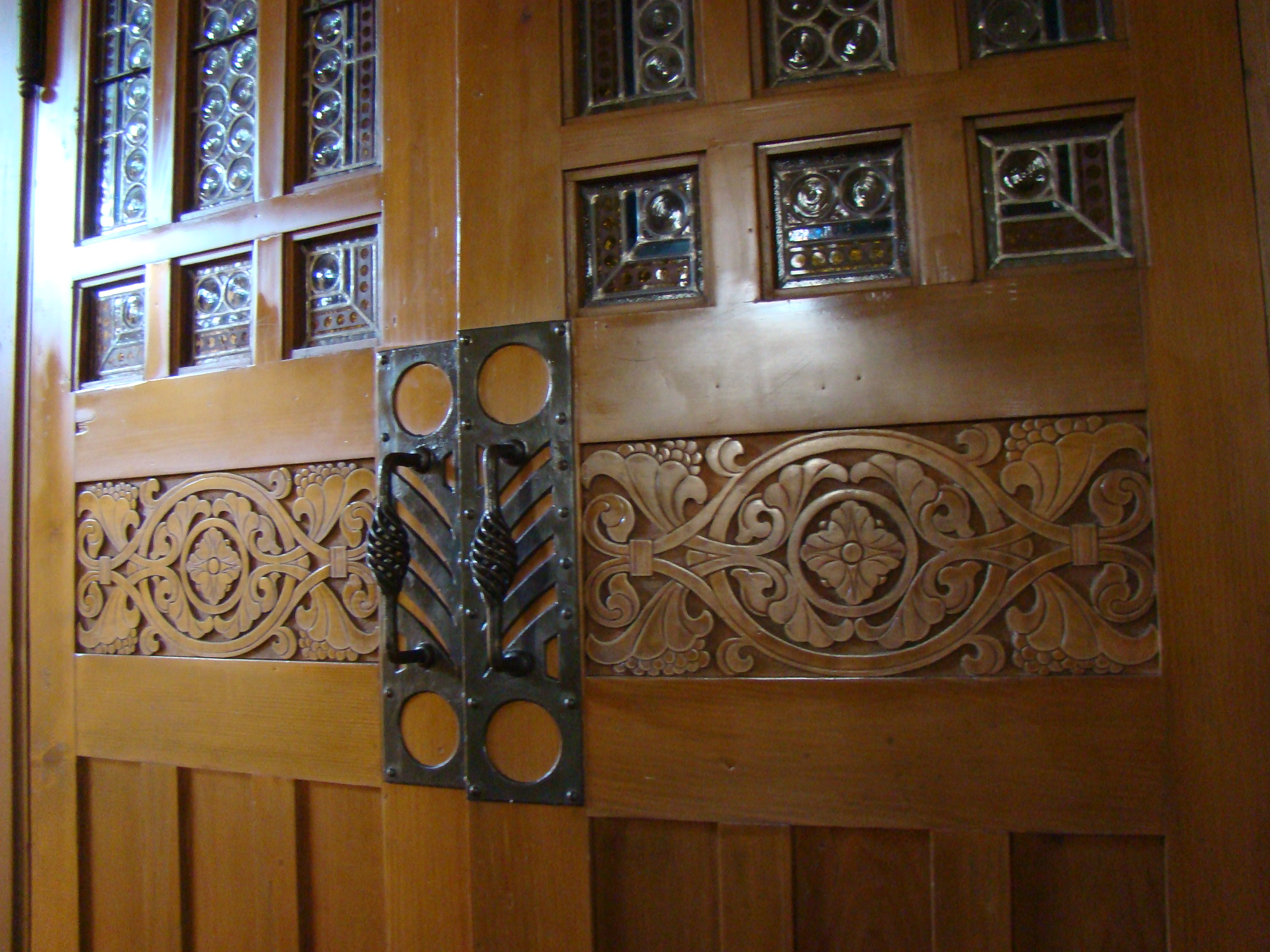
Teile des Jugendstil-Bauschmucks, darunter diese Tür, wurden 1987 wiederhergestellt

## Ausstattung

### Allgemein
Zu den historischen Ausstattungsgegenständen der Kirche zählen die Grabplatte der Edeltrudis Sturmfeder († 1361) im Chor und ein spätgotischer Taufstein.
Im Turm hat sich das Fragment eines mittelalterlichen Freskos erhalten, das sich ursprünglich über den gesamten Turmchor erstreckt hat und Christus umgeben von Evangelistensymbolen gezeigt hat. Das Fresko trat erst beim Umbau 1903/04 zu Tage, doch standen keine Geldmittel für bauliche Veränderungen zu seiner Rettung zur Verfügung. Der größte Teil des Freskos wurde daher beim Durchbruch der Turmchordecke zum Einbau des Treppenhauses geopfert. Heute sind auf einem schmalen Überrest der Turmchordecke lediglich noch zwei Evangelistensymbole sowie ein Teil der Christus umgebenden Vignette erhalten.
Die von Rudolf Yelin d. J. gestalteten Chorfenster zeigen Motive mit Bezug zu Weihnachten, Passion, Ostern und Pfingsten.

### Glocken
Das Geläut der Johanneskirche besteht aus fünf Glocken, drei historischen und zwei im Jahr 2007 durch eine private Spende ermöglichte Glocken zur Ergänzung des Glockengeläuts. 
| Glocke | Name                | Gießer                             | Gussjahr | Schlagton | Inschrift |
| ------ | ------------------- | ---------------------------------- | -------- | --------- | --- |
| 1      | Osannaglocke        | Bernhart Lachaman, Heilbronn       | 1507     | g′        | OSANNA HEIS ICH - IN UNSER FRAEN ERLEUT ICH - BERNHART LACHAMAN GOS MICH 1507 (Osanna heiß ich - zu unserer Frauen Ehre läut ich - Bernhart Lachaman goß mich).                                                       |
| 2      | Lukasglocke         | Glockengießerei Bachert, Karlsruhe | 2007     | a′        | Und es werden kommen vom Osten und Westen, vom Norden und vom Süden, die zu Tische sitzen werden im Reiche Gottes. |
| 3      | Römerbrief-Glocke   | Glockengießerei Bachert, Karlsruhe | 2007     | c″        | Denn auch die Schöpfung wird frei werden von der Knechtschaft der Vergänglichkeit zu der herrlichen Freiheit der Kinder Gottes / Denn das ängstliche Harren der Kreatur wartet auf die Offenbarung der Kinder Gottes. |
| 4      | Christusglocke      |                                    | um 1300  | dis″      | O REX GLORIE CRISTE VENI NOS CON PACE (O ruhmreicher König Christus, komm zu uns mit Frieden). |
| 5      | Evangelisten-Glocke |                                    | um 1330  | e″        | MAHTEUS MARCVS LUCAS IOHANNES. |

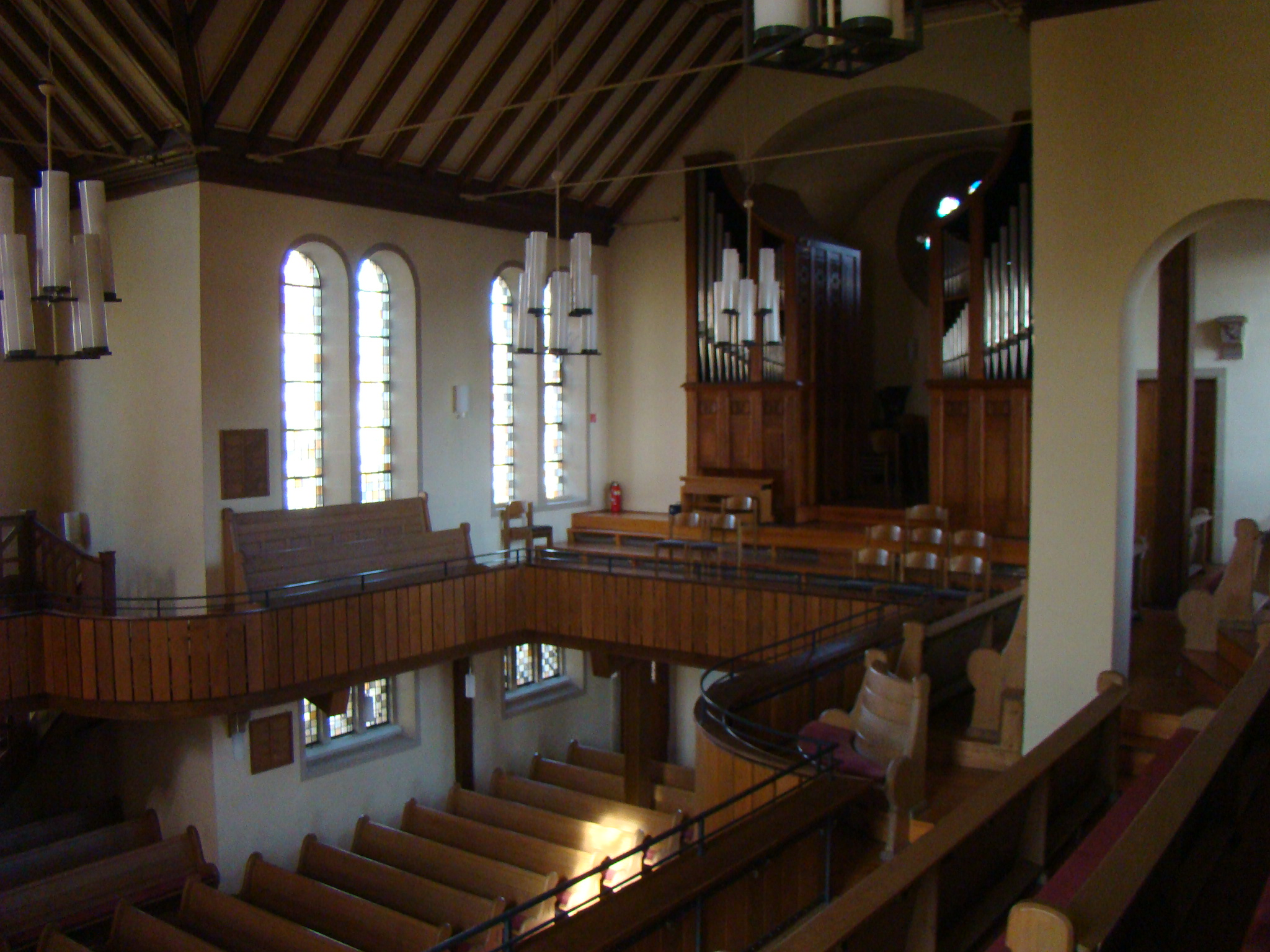
Blick über die Empore zur Orgel

Die Evangelisten-Glocke musste im Ersten Weltkrieg, die Osanna-Glocke im Zweiten Weltkrieg abgeliefert werden. Beide Glocken wurden jedoch nicht eingeschmolzen und konnten jeweils zurückgeführt werden.

### Orgel
Auf der Empore im hinteren Bereich der Kirche befindet sich die Orgel, die 1973 von Peter Plum aus Marbach gebaut worden war. Sie verfügt über 19 Register auf zwei Manualen und Pedal.